# Малый Паозер
Малый Паозер — река в России, протекает в Шарьинском районе Костромской области. Устье реки находится в 30 км по левому берегу реки Большая Шанга. Длина реки составляет 15 км, площадь водосборного бассейна 51 км².
Исток расположен в заболоченном лесу в 20 км к северо-востоку от Шарьи. Река течёт на северо-запад по ненаселённому заболоченному лесному массиву. Крупных притоков и населённых пунктов нет.

## Данные водного реестра
По данным государственного водного реестра России относится к Верхневолжскому бассейновому округу, водохозяйственный участок реки — Ветлуга от истока до города Ветлуга, речной подбассейн реки — Волга от впадения Оки до Куйбышевского водохранилища (без бассейна Суры). Речной бассейн реки — (Верхняя) Волга до Куйбышевского водохранилища (без бассейна Оки).
По данным геоинформационной системы водохозяйственного районирования территории РФ, подготовленной Федеральным агентством водных ресурсов:
- Код водного объекта в государственном водном реестре — 08010400112110000041745
- Код по гидрологической изученности (ГИ) — 110004174
- Код бассейна — 08.01.04.001
- Номер тома по ГИ — 10
- Выпуск по ГИ — 0